# Great and Little Kimble cum Marsh
Great and Little Kimble cum Marsh är en civil parish i Storbritannien.   Den ligger i kommunen Buckinghamshire och riksdelen England, i den södra delen av landet, 60 km nordväst om huvudstaden London. Orten har 1 026 invånare (2011).